# Ванин, Феодосий Карпович
Феодо́сий Ка́рпович Ва́нин (25 февраля 1914, станица Батуринская, Кубанская область — 26 декабря 2009, Москва) — советский легкоатлет и тренер.
Заслуженный мастер спорта СССР (1942), заслуженный тренер СССР (1957). Выступал за Свердловск (по 1941), Москву (с 1941) — армейские спортивные клубы.
Бронзовый призёр чемпионата Европы 1950 в марафоне. 14-кратный чемпион СССР в беге на 5000 м (1943, 1946, 1947), 10 000 м (1940, 1943—1945, 1947—1949), часовом беге (1940), марафоне (1948, 1950) и кроссе на 8 км (1945).
Пять раз участвовал в кроссе «Юманите» и всегда был первым в командном и призёром в личном зачёте.

## Биография
20-летний Феодосий Ванин жил в Первоуральске, работал бригадиром штукатуров на строительстве трубного завода; его бригада била всесоюзные рекорды по перевыполнению норм. Затем — Свердловск, первые спортивные успехи.
Во время Великой Отечественной войны уже в Москве Ванин обучал бойцов приёмам рукопашного боя. В 1942 году он получил приказ: возобновить спортивную подготовку и для поднятия боевого духа улучшить мировой рекорд. 23 сентября был проведён специальный забег на 20 000 м на побитие мирового рекорда с участием 6 спортсменов. Ванин показал результат 1:03.51,0, что превышало официальный мировой рекорд (1:04.00,2 — Хуан Карлос Сабала, 1936). В тот же день «за выдающиеся спортивные достижения и плодотворную общественную и педагогическую деятельность в подготовке резервов для Красной Армии» Ванину было присвоено звание «заслуженный мастер спорта».
В 1940-е годы Ванин был одним из лучших стайеров и марафонцев СССР; его результаты входили в десятки лучших спортсменов мира в беге на 10 000 м (1942—1943, 1947, 1950) и марафоне (1948, 1950 — лидер сезона).
В начале 1950-х годов Ванин совмещал выступления с тренерской деятельностью, затем он был старшим тренером Вооруженных Сил СССР в беге на длинные дистанции. Его ученики (В. Маричев и другие) не раз улучшали рекорды СССР и были призёрами и победителями чемпионатов СССР. В отставку Ванин вышел в звании подполковника.
Скончался 26 декабря 2009 года в Москве.

## Спортивные достижения
|       | Марафон    | Марафон |
| Место | Результат  |         |
| ----- | ---------- | ------- |
| 1952  | 27-е место | 2:38.22 |

|       | 10 000 м  | 10 000 м | Марафон   | Марафон |
| Место | Результат | Место    | Результат |         |
| ----- | --------- | -------- | --------- | ------- |
| 1946  | 5-е место | 30.56,2  | —         | —       |
| 1950  | —         | —        | 3-е место | 2:33.47 |

|       | 5000 м    | 5000 м  | 10 000 м  | 10 000 м | Марафон   | Марафон | Кросс 8 км | Кросс 8 км |
| Место | Результат | Место   | Результат | Место    | Результат | Место   | Результат  |            |
| ----- | --------- | ------- | --------- | -------- | --------- | ------- | ---------- | ---------- |
| 1940  | 2-е место | 14.43,6 | чемпион   | 31.17,0  |           |         |            |            |
| 1943  | чемпион   | 14.56,4 | чемпион   | 30.43,0  |           |         |            |            |
| 1944  |           |         | чемпион   | 31.36,2  |           |         |            |            |
| 1945  | 3-е место | 15.06,4 | чемпион   | 31.37,8  |           |         | чемпион    |            |
| 1946  | чемпион   | 15.19,4 | 2-е место | 31.26,6  |           |         |            |            |
| 1947  | чемпион   | 15.08,4 | чемпион   | 30.36,8  | 2-е место | 2:40.36 |            |            |
| 1948  | 3-е место | 14.48,2 | чемпион   | 31.01,2  | чемпион   | 2:31.55 |            |            |
| 1949  |           |         | чемпион   | 31.21,0  |           |         |            |            |
| 1950  |           |         | 2-е место | 30.06,6  | чемпион   | 2:29.21 |            |            |

Рекорды СССР
```
10 000 м        30.35,2             21.07.1942   
Москва

15 000 м
[
3
]
      48.00,8             23.09.1942   
Москва
 — 
по ходу забега на 20 000 м

Часовой бег
[
3
]
  18,779 км            23.09.1942   Москва — 
по ходу забега на 20 000 м

20 000 м
[
4
]
     1:03.51,0            23.09.1942   Москва     
30 000 м
[
4
]
     1:39.14,6    
РМ
[
2
]
    31.10.1949
[
5
]
   
Тбилиси

Эстафета 10x1000 м     26.17,8
[
п 1
]
       12.06.1941   Москва
```

1. ↑  Состав команды Мосгарнизона (ЦДКА): С. Кузнецов, Яков Пунько, Пётр Степанов, И. Алешин, B. Бруенок, Феодосий Ванин, C. Савельев[уточнить], Л. Деулин, Анатолий Зимин, Александр  Пугачёвский[6]

Высшие достижения СССР
```
марафон 2:31.55   15.07.1947   
Москва

        2:29.10   15.07.1950   
Москва
```

## Книги
- Ванин Ф. К. Бег марафонца. — М.: «Физкультура и спорт», 1951. — 68 с.

## Награды
- орден Трудового Красного Знамени (27.04.1957) — «за успехи, достигнутые в деле развития массового физкультурного движения в стране, повышения мастерства советских спортсменов, и успешное выступление на международных соревнованиях»
- орден Красной Звезды
- орден «Знак Почёта»
- медали